# Serrivomeridae
A Serrivomeridae a csontos halak (Osteichthyes) főosztályának sugarasúszójú halak (Actinopterygii) osztályába, azon belül az angolnaalakúak (Anguilliformes) rendjébe tartozó család. 2 nem és 10 faj tartozik a családhoz.

## Rendszerezés
A családba az alábbi nemek és fajok tartoznak.
- Serrivomer (Gill & Ryder, 1883) – 9 faj
  - Serrivomer beanii
  - Serrivomer bertini
  - Serrivomer garmani
  - Serrivomer jesperseni
  - Serrivomer lanceolatoides
  - Serrivomer neocaledoniensis
  - Serrivomer samoensis
  - Serrivomer schmidti
  - Serrivomer sector

- Stemonidium (Gilbert, 1905) – 1 faj
  - Stemonidium hypomelas